# Leah Kirchmann
Leah Kirchmann (født 30. juni 1990) er en canadisk cykelrytter.

## Karriere
Hun deltog ved VM 2013 i Firenze. Ved Global Relay Canadian Road Championships 2014, der blev holdt i Lac Megantic, Quebec, vandt hun linjeløbet, enkeltstarten og criterium, og blev den første kvinder, som har vundet alle tre titler samme år.
Kirchmann's første sport var cross-country skiløb. Hun fortsatte som skiløber indtil hun var ca. 18 år gammel. Oprindelig startede hun som mountain bike rytter, som hun brugte som sommertræning som en del af skitræningen. Hun blev professionel cykelrytter i 2011 med holdet Colavita. Da holdet opløstes efter at sæsonen var slut i 2011, fulgte Kirchmann direktøren Rachel Heal til det nye Skabelon:Cykelholddata OPW hold i 2012. Kirchmann skrev under kontrakt med Team Picnic PostNL den 8. oktober 2015 for 2016 sæsonen.
I 2016 repræsenterede hun Canadas olympiske hold i 2016. Samme år blev hun nummer to i UCI Women's World Tour.